# Petru de Szentgyörgy
Petru de Szentgyörgy (în maghiară Péter Szentgyörgyi) a fost voievod al Transilvaniei între anii 1499-1510.